# اچ‌دی ۱۵۷۸۱۹
اچ‌دی ۱۵۷۸۱۹ یک ستاره است که در صورت فلکی آتشدان قرار دارد.